# 앨리 맥빌
앨리 맥빌(Ally McBeal)은 1997년 9월 8일부터 2002년 5월 20일까지 FOX에서 방영한 코믹 법정 드라마이다.
한국에서는 HBS 현대방송에서 앨리의 사랑 만들기라는 제명으로 방영을 시작하였으며 2000년 NTV로 채널명을 변경한 후에도 방송을 이어나갔고, 2002년 채널명을 또 한 번 홈CGV로 바꾼 뒤 같은 제목 하에 재방영하였다.

## 출연
- 캘리스타 플록하트 - 앨리 맥빌 역
- 그레그 저먼 - 리처드 피시 역
- 제인 크러코스키 - 일레인 배설 역
- 피터 맥니콜 - 존 케이지 역
- 리사 니콜 카슨 - 러네이 래딕 역
- 길 벨로스 - 빌리 앨런 토머스 역
- 커트니 손스미스 - 조지아 토머스 역
- 본다 셰퍼드
- 포셔 드 로시 - 넬 포터 역
- 루시 류 - 우링 역
- 제임스 리그로스 - 마크 앨버트 역